# Antidesma velutinum
Antidesma velutinum är en emblikaväxtart som beskrevs av Louis René Tulasne. Antidesma velutinum ingår i släktet Antidesma och familjen emblikaväxter. Inga underarter finns listade i Catalogue of Life.